# Ateneu de Macedònia
Ateneu (en llatí Athenaeus, en grec antic Ἀθήναιος), que va viure al segle iv aC, fou un general macedoni, lloctinent d'Antígon el borni, enviat contra els nabateus l'any 312 aC amb una força de 4.600 soldats. El general va sorprendre la capital, Petra, però a la mateixa nit i va ser sorprès pels enemics, que van destruir tot el seu exèrcit.